# لا تشينغادا
كلمة "لا تشينغادا" هي تعبير دارج وشائع في الإسبانية المكسيكية، وغالبًا ما تُستخدم في سياقات عامية أو نابية، وتحمل دلالات سلبية قوية، مثل الإهانة أو الخسارة أو التدمير.
لقد قام الكاتب والفيلسوف المكسيكي أوكتافيو باث بتحليل مفهوم "La Chingada" تحليلًا عميقًا ومؤثرًا في كتابه الشهير «متاهة العزلة» (El laberinto de la soledad)، الذي يُعدّ من أهم الأعمال الفلسفية عن الهوية المكسيكية.

## الاستخدامات الإسبانية للتعبير[1]
إليك ترجمة موسوعية للقائمة التي تضمّع العبارات العامية والعبارات النابية التي تحوي "la chingada"، والمقتبسة من Diccionario breve de mexicanismos لغويدو غوميز دي سيلفا (2001):
- أن تكون في حالة تشينغادا : "أن تُعطى للتشينغادا"، أي أن تكون مُدمرًا، وأنك فقدت كل شيء.
- أن تكون سيئًا للغاية : أن تكون سيئًا للغاية أو صعبًا أو معقدًا إلى حد ما.
- Ir hecho la chingada : الذهاب بسرعة البرق.
- اذهب إلى لا تشينغادا : "الذهاب إلى لا تشينغادا"، أو الذهاب بعيدًا منزعجًا، للذهاب إلى الجحيم.
- Irse algo a la chingada : كسر شيء ما أو إتلافه، شيء "يذهب بعيدًا إلى la chingada".
- Llevárselo a alguien la chingada : أن تكون غاضبًا أو في موقف حرج.
- Hijo de tu chingada madre : "يا ابن أمك اللعينة" أو "hijo de tu puta madre" (حرفيًا: ابن أمك العاهرة) وتعني "يا ابن العاهرة" وأيضًا " hijo-esu (hijo de su) puta madre" تشبه قول "ابن العاهرة" بشكل عام. يمكن ترجمة كلمة Hijo de su chingada madre اصطلاحيًا إلى "ابن أمك اللعينة" ( madre تعني الأم، و chingada تعني "اللعنة" أو كلمات سيئة أخرى).
- إرسال شخص إلى تشينغادا : "إرسال شخص إلى تشينغادا"، وهو ما يعني قول وداعًا بازدراء أو انزعاج لشخص مزعج.
- سأحضر لك التشينغادا! "أنا في ورطة!"، عبارة احتجاجية تستخدم للتعبير عن الغضب، عند مواجهة الشدائد، أو المفاجأة؛ الأشكال الملطفة هي: ¡me lleva la fregada! , la tía de las Muchachas —عمة الفتيات —، la que se cayó por asomarse —الذي سقط لأنه ألقي نظرة خاطفة —، la tiznada —الغاضب—، la tostada —الخبز المحمص، الأسمر —، la trampa —الفخ —، el tren —القطار —، la tristeza —الحزن —، la trompada —الصفعة —، la verga —the قضيب-.
- اذهب إلى تشينغادا : "اذهب إلى الجحيم!" أو "اذهب إلى الجحيم"
- والدتك المزعجة : "يا ابن الزانية"، أو مثل: "والدتك المزعجة".

## روابط خارجية
- أوكتافيو باز "لا تشينجادا" - باللغتين الإنجليزية والإسبانية
- Diccionario breve de mexicanismos - باللغة الإسبانية